# 上高地

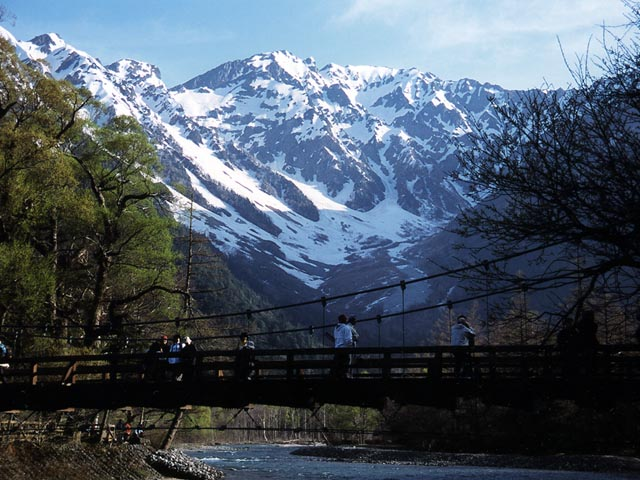
穗高連峰與河童橋。此構圖是上高地的代表景色。

上高地（日语：／）是日本長野縣西部的飛驒山脈南部梓川上游的旅遊勝地。標高大約1,500米。全域屬松本市，是中部山岳國立公園的一部分，為國家文化財（特別名勝、特別天然紀念物）。這裡有溫泉，也是攀登穗高岳和槍岳時的登山基地。
上高地的名字是從「神垣內」的平假名而來。「神垣内」是指穗高神社祭神「穗高見命」（ほたかみのみこと）降臨穗高岳，在此地（穗高神社奧宮與明神池）祭祀一事。

## 概要

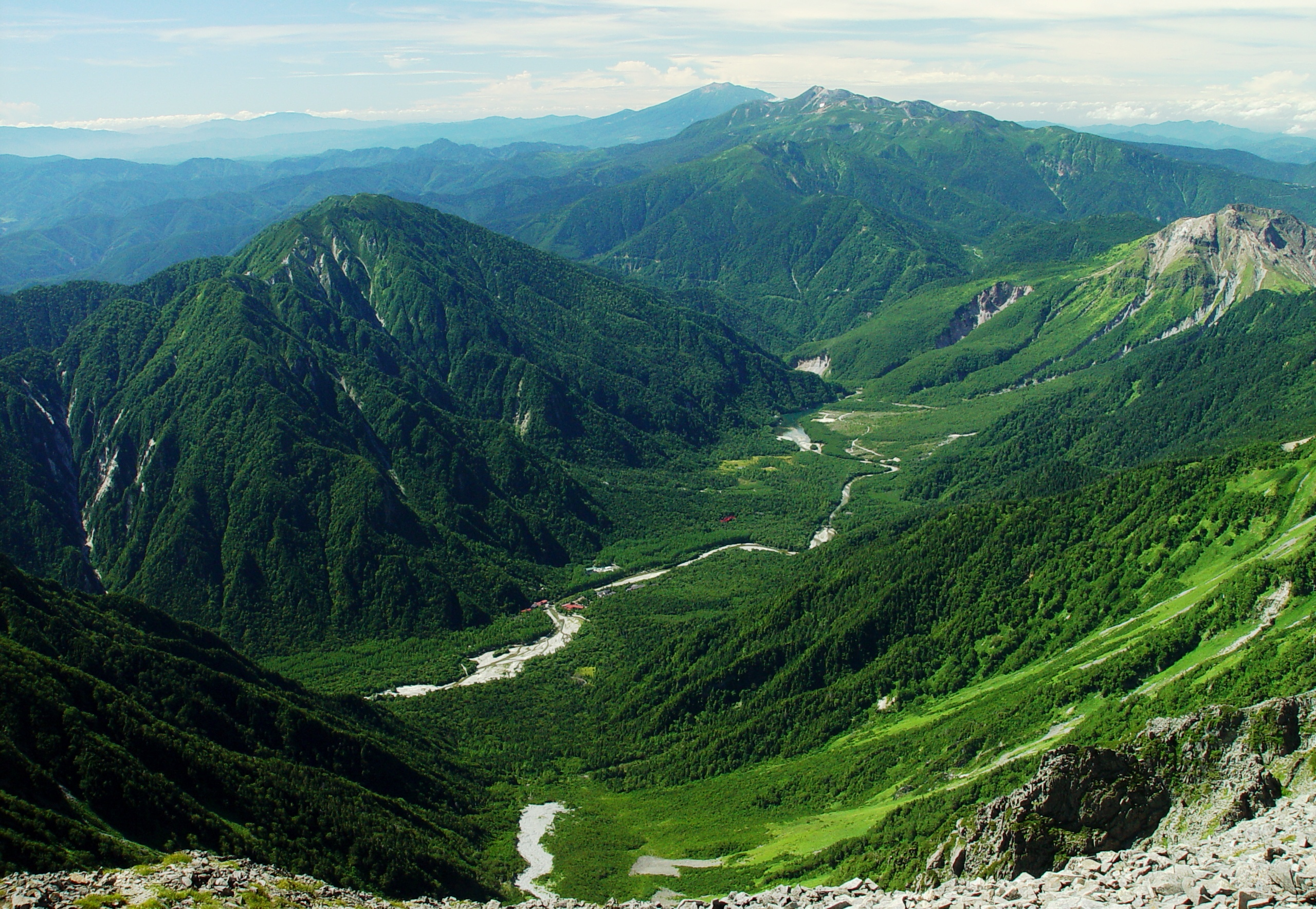
奧穗高岳山頂所見的上高地與大正池 (松本市)

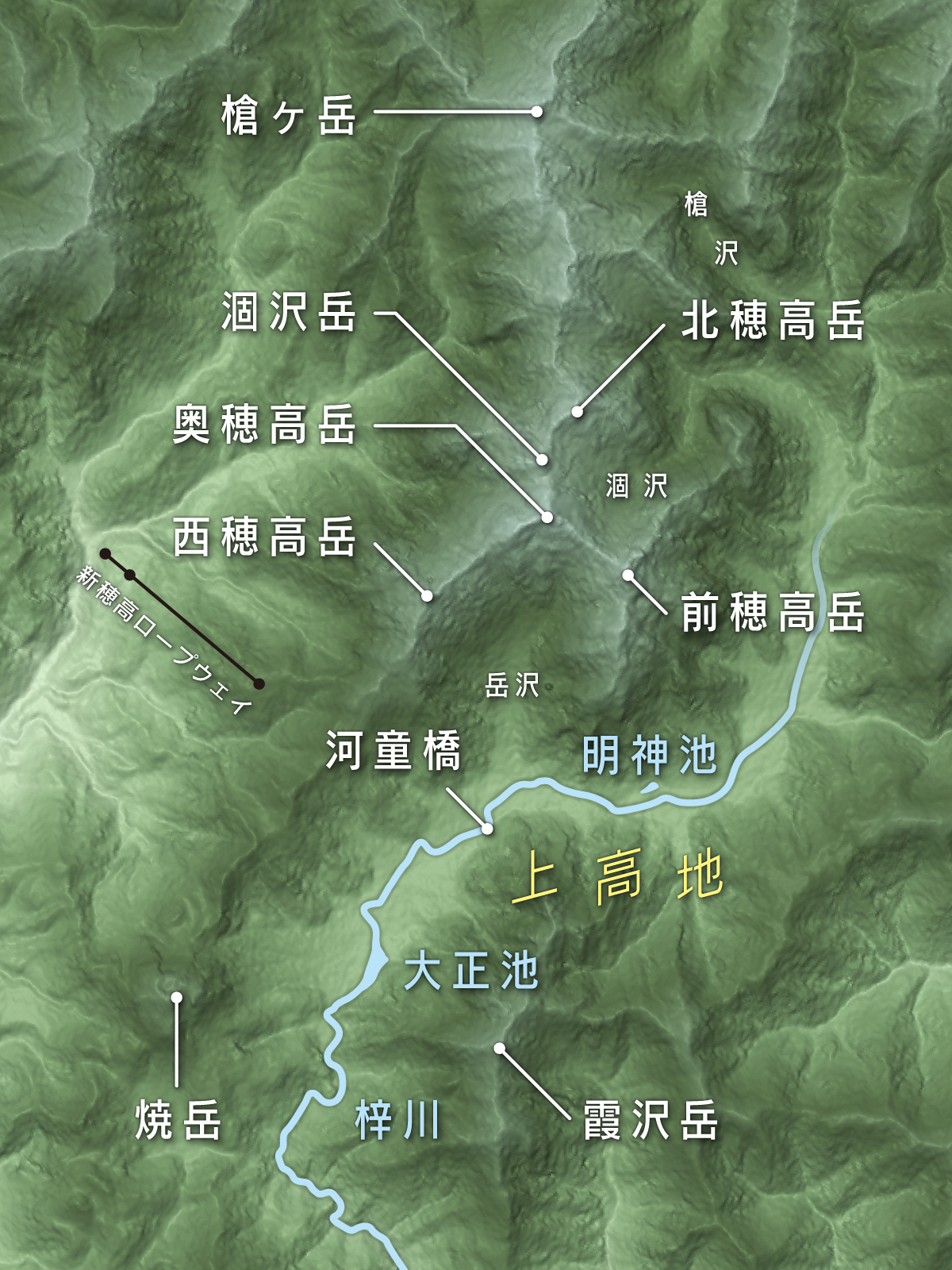
上高地概略圖

上高地位於飛驒山脈（北阿爾卑斯）谷地，過去是梓川被燒岳火山群白谷山噴發的岩漿截流所形成的堰塞湖，之後土石逐漸堆積，形成範圍從大正池到横尾長約10公里，寬度最大約1公里的堆積平原。狹義上則是指觀光名勝河童橋周邊一帶。在日本全國中是少見的中高海拔平坦地。
本地位於落葉闊葉林帶與亞高山針葉林的交界處，可見日本山毛欅、水楢、華東椴、日光冷杉、韋氏冷杉、魚鱗雲杉等兩方樹種，還可見到柳樹類與日本落葉松等河川林與濕原，植被非常豐富。末次冰期時期，上高地上方的槍澤與涸澤有發達的山岳冰河，冰河最大時可至上高地最深處的橫尾。本地氣候屬於亞寒帶濕潤氣候（部分區域為苔原氣候）。1月月均溫僅-7.7℃，最低溫甚至可達-30℃。另一方面，8月均溫為19.7℃，白天可至22℃。但有部分區域的最高月均溫不到10℃。

## 歷史
- 17世紀：自古以來被稱為「神河內德鄉（かみこうちとくごう）」的上高地明神地區，為了伐木建設松本藩役人小屋（之後的明神館）。
- 1828年（文政11年）：越中富山的僧侶播隆（日语：播隆）（ばんりゅう）登上槍岳並安置佛像。
- 1885年（明治18年）：開設上高地牧場。
- 1896年（明治29年）：瓦特·威士通（日语：ウォルター・ウェストン）在英國向人們介紹日本阿爾卑斯。
- 1910年（明治43年）：河童橋的木頭浮橋改為吊橋。
- 1915年（大正4年）：燒岳噴發導致梓川堵塞，形成大正池。
- 1924年（大正13年）：舊釜隧道開通。
- 1926年（昭和2年）：到中之湯的車道開通。
- 1927年（昭和3年）：在大正池設置霞澤發電所取水壩。芥川龍之介發表以上高地與河童橋為題材的小說《河童》。
- 1928年（昭和4年）：被指定為國家名勝和天然紀念物。到中之湯的巴士通行。
- 1933年（昭和8年）：巴士延伸到大正池。上高地帝國飯店開業。
- 1934年（昭和9年）：成立中部山岳国立公園。關閉上高地牧場。
- 1935年（昭和10年）：巴士延伸到河童橋。關閉徳澤（日语：徳沢）牧場。
- 1937年（昭和12年）：威士通碑揭幕。
- 1947年（昭和22年）：第一屆威士通節。
- 1949年（昭和24年）：曾經是上高地的地主內野常次郎在窮困潦倒中去世。

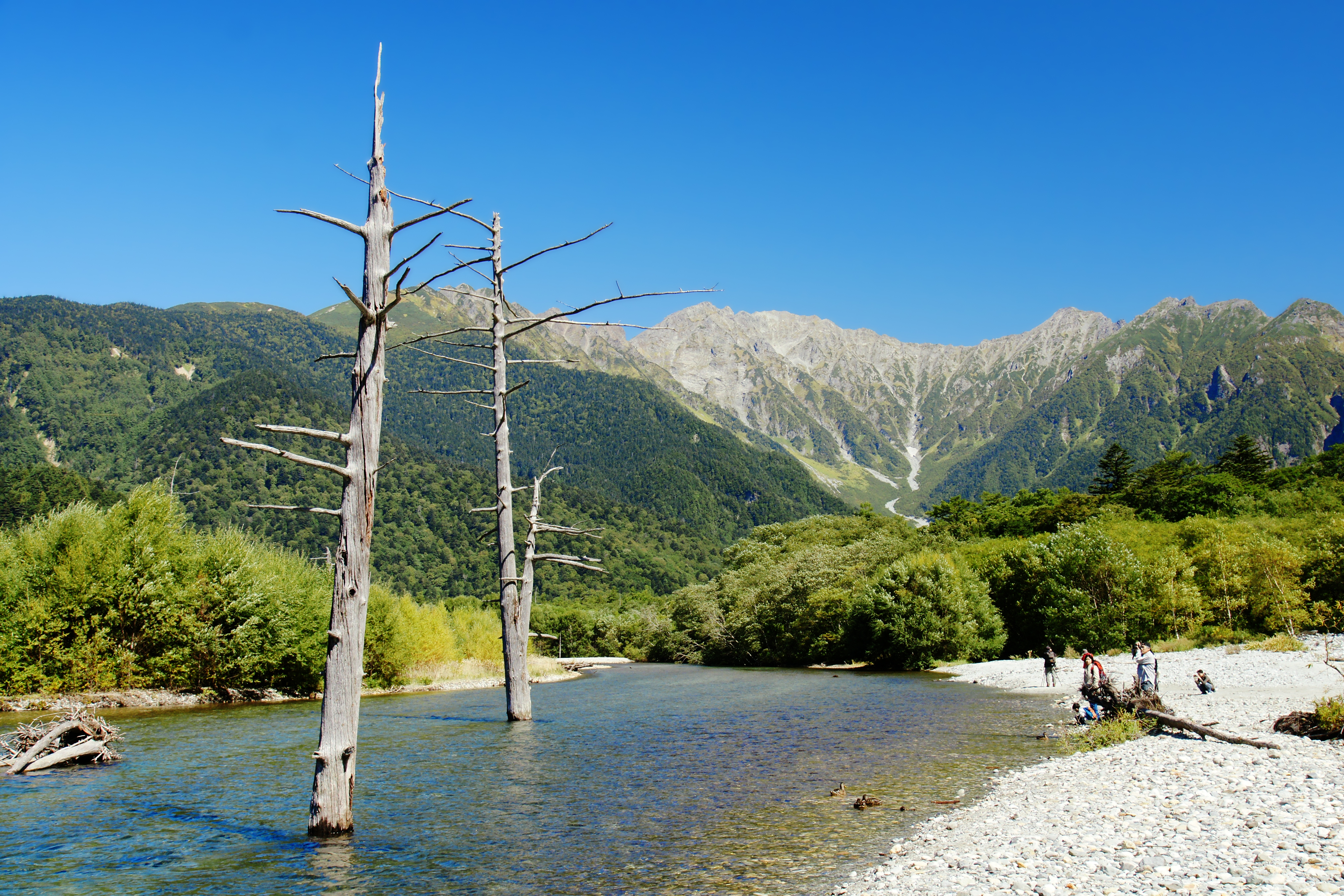
大正池、直立枯木與穗高岳

- 1952年（昭和27年）：被指定為國家特別名勝和特別天然紀念物。
- 1954年（昭和29年）1月20日：縣道松本槍岳線部分路段指定為主要地方道上高地公園線（日语：長野県道24号上高地公園線）[1]。

- 1952年（昭和27年）：指定為國家特別名勝與特別天然紀念物

- 1965年（昭和40年）7月13日：豪雨造成國道中斷。400名登山者受困上高地[2]。3日後，部分人員步行下山[3]。
- 1975年（昭和50年）：7-8月間開始限制私家車（My car規制）。
- 1977年（昭和52年）：疏浚大正池堆積的土砂。
- 1996年（平成8年）：私家車全年限制通行。
- 1997年（平成9年）：安房隧道開通。
- 1999年（平成11年）9月15日：縣道釜隧道上高地側出口附近的雪棚崩落。約1300人受困[4]。
- 2003年（平成15年）：觀光中心開幕（之後為上高地的巴士總站）[5]
- 2004年（平成16年）：7月-8月間開始限制觀光巴士。
- 2005年（平成17年）：新釜隧道開通。
- 2007年（平成19年）：以「上高地和瀑谷花崗岩」入選日本地質百選。
- 2010年（平成22年）6月28日：開始安房峠道路免費化社會實驗（約1年）。
- 2011年（平成23年）4月27日：舉行上高地開山祭，主演電影《岳：冰峰救援》的小栗旬與長澤雅美為特別來賓[6]。
- 2016年（平成28年）7月19日：縣道上高地公園線的上高地隧道開通[7]。
- 2020年（令和2年）
  - 4月22日：同日起，長野、岐阜縣界發生多次地震，造成雪崩與土石崩落，無人傷亡[8]
  - 5月16日：因新型冠狀肺炎停駛的路線巴士復駛。解除計程車、飯店、旅館、山小屋的營業自肅[9][10]
  - 7月8日：豪雨造成國道中斷。上高地約300人受困[11]。
- 2022年（令和4年）4月27日：縣道坡面崩塌，約750人受困[12]。

## 生物
梓川和大正池中棲息着綠頭鴨，這些野鴨不會遷徙，對人類也沒有絲毫戒備。這裡還有日本獼猴常年生息，比下北半島的日本獼猴更能耐寒。

### 外來種
原來梓川與大正池是岩魚作為優勢種棲息，1925年以後開始出現美洲紅點鮭、鱒等外來種。現在可見岩魚、美洲紅點鮭、鱒魚以及三者之間的自然雜交種，岩魚已非優勢種。雖然自然雜交種F1（第1代雜交種）可見雜種優勢，但持續交配的F2（第2代雜交種）開始出現雜交崩壞，生存性與繁殖力極弱，因此現在可能見到純種岩魚。
在2010年11日長野市的研討會中，民間自然環境調査團體發表上高地可見的源氏螢有可能是人為帶入。2000年起，源氏螢可發現於梓川沿岸水池中。雖然上高地水溫約在10度以下，不利於螢火蟲生活，但這些水池受到溫泉的影響，水溫較高，其食物來源放逸短溝蜷也在水中生活，形成螢火蟲繁殖的優秀條件。根據基因分析，此地的源氏螢是來自於西日本。
環境省在2012年進行外來植物調査，發現金光菊等55種外來植物。

### 植物
- 岩鏡（日语：イワカガミ）、鵝掌草、勿忘草

- 化粧柳（日语：ケショウヤナギ）

- 蝦夷柳、小蝦夷柳

- 小梨

## 觀光景點
- 梓川
- 明神池（日语：明神池 (松本市)）
- 穗高神社奧宮
- 明神橋
- 古池
- 岳澤濕原 - 初夏有日光黃萓與蓮華躑躅綻放[18]。
- 小梨平
- 河童橋（日语：河童橋）
- 威士通碑、威士通園地
- 田代池（日语：田代池）、田代濕原
- 千丈澤
- 大正池（日语：大正池 (松本市)）

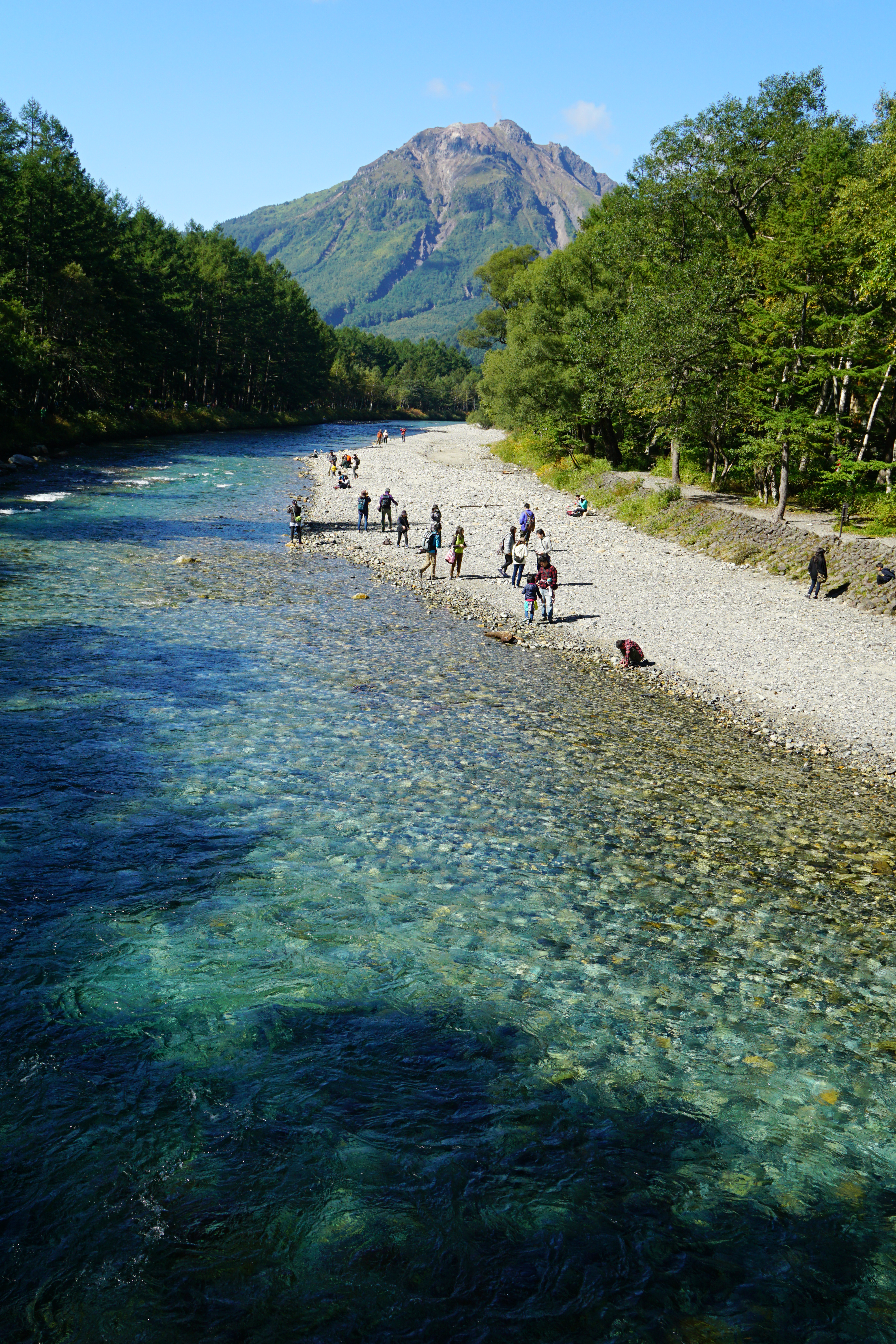
梓川，背景是燒岳
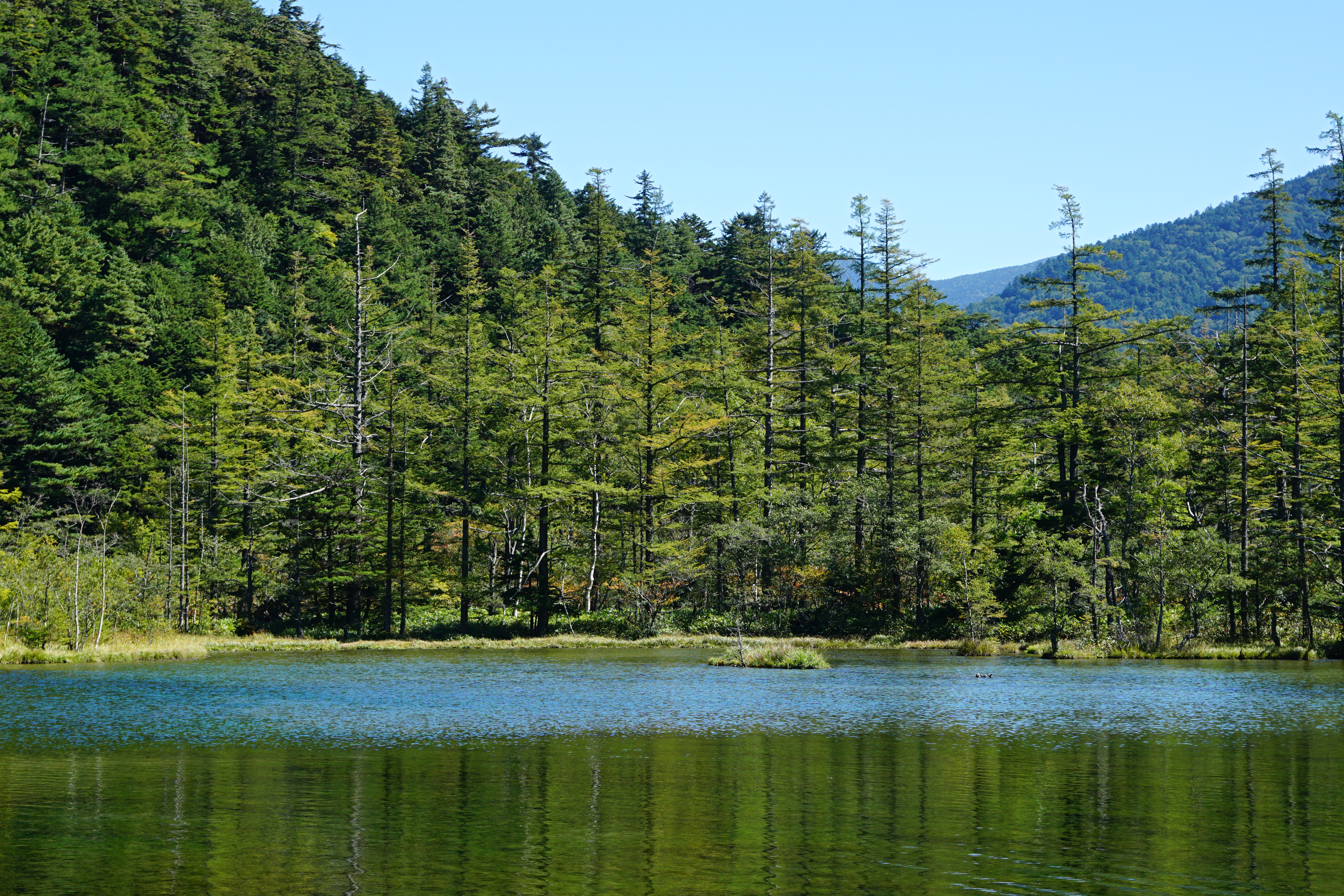
明神池
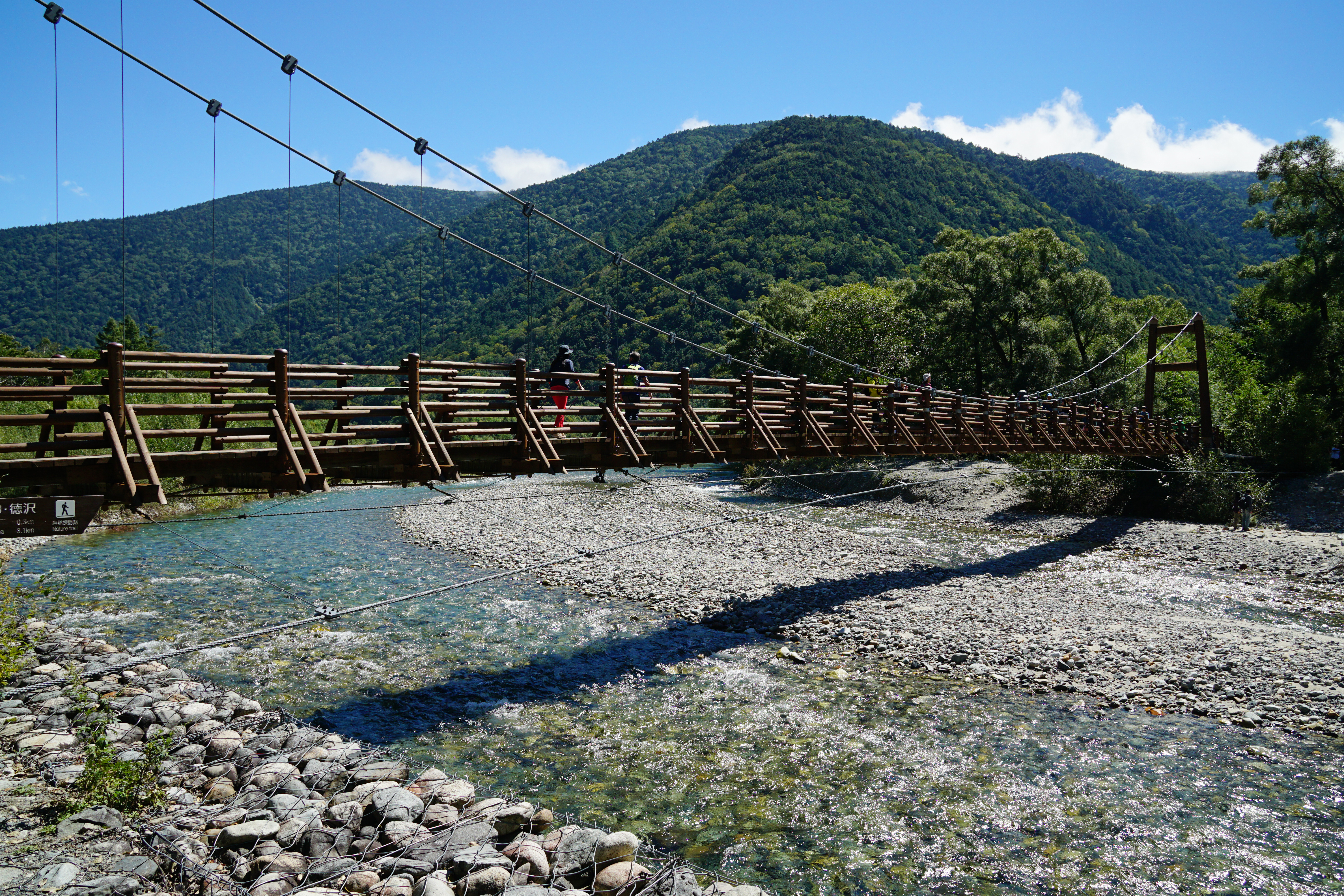
明神橋
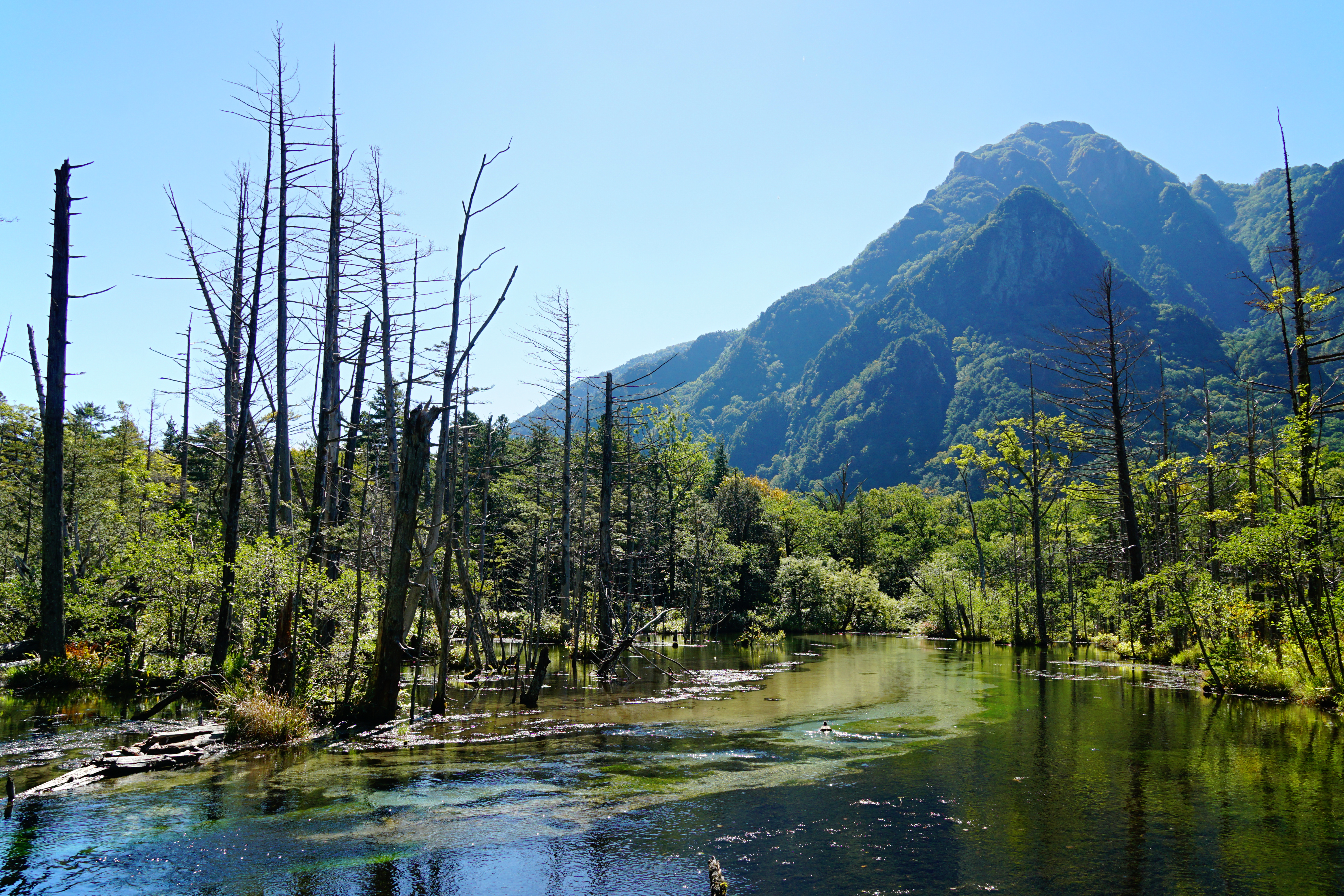
岳澤濕原
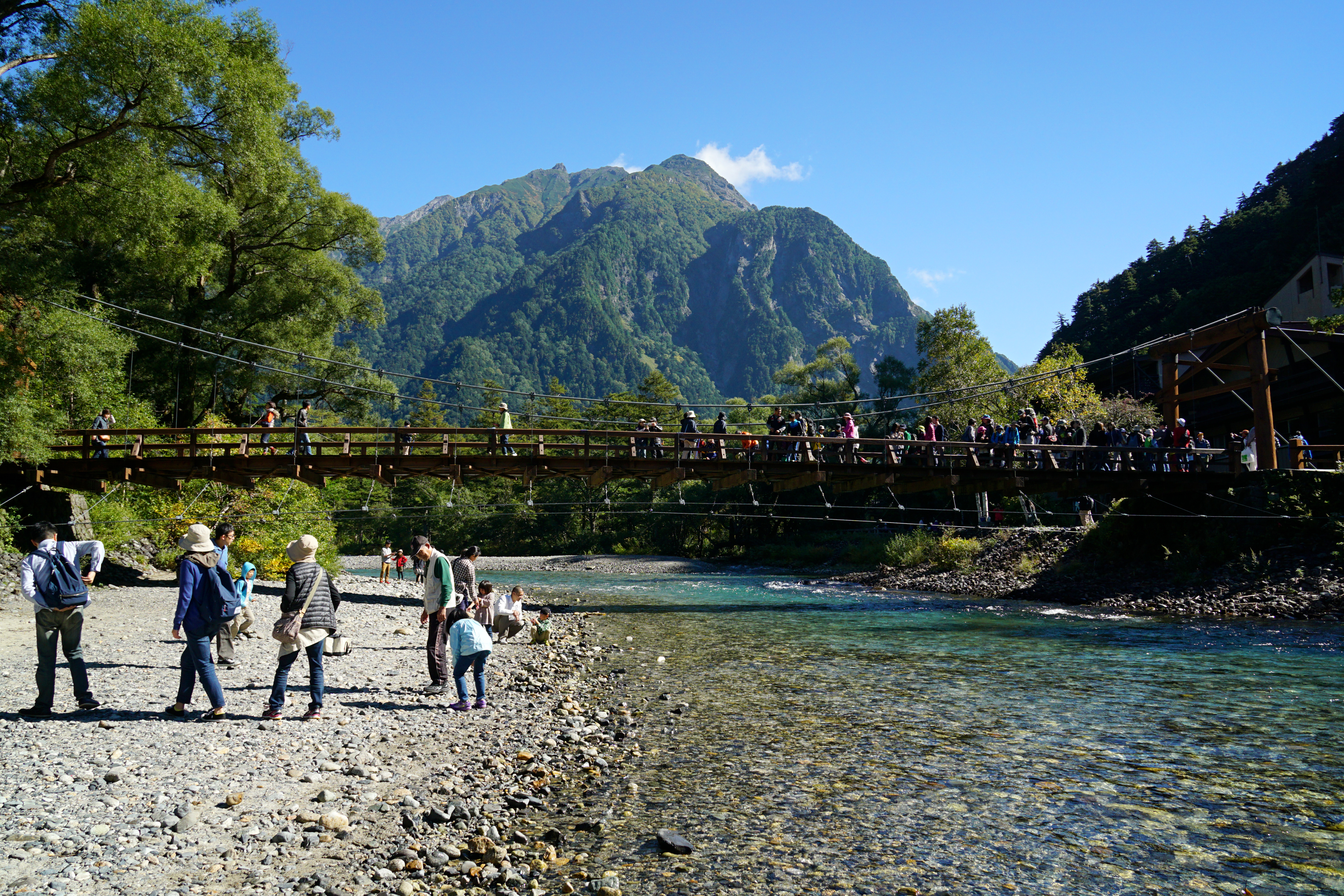
河童橋，背景是明神岳
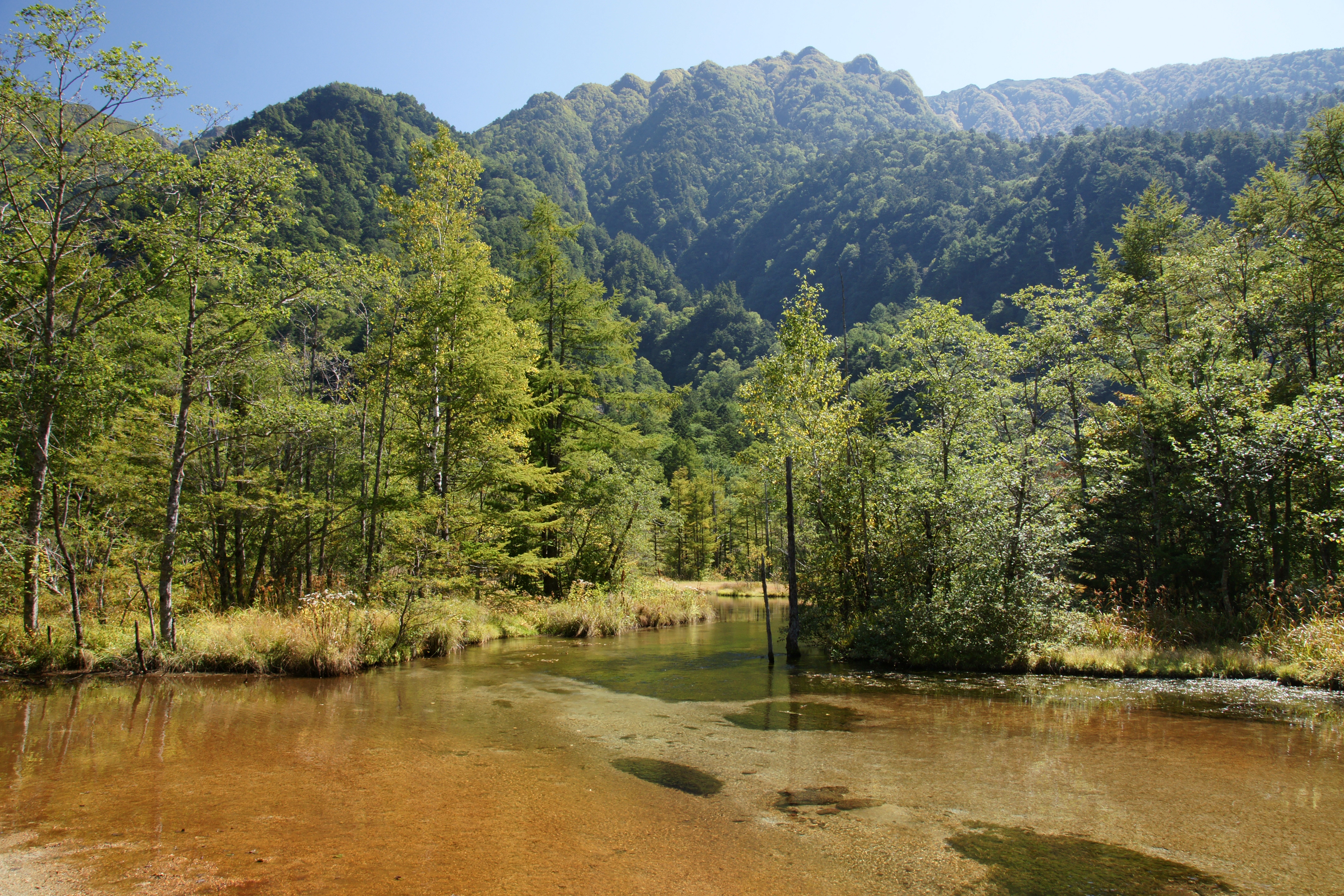
田代池，背景是六百山
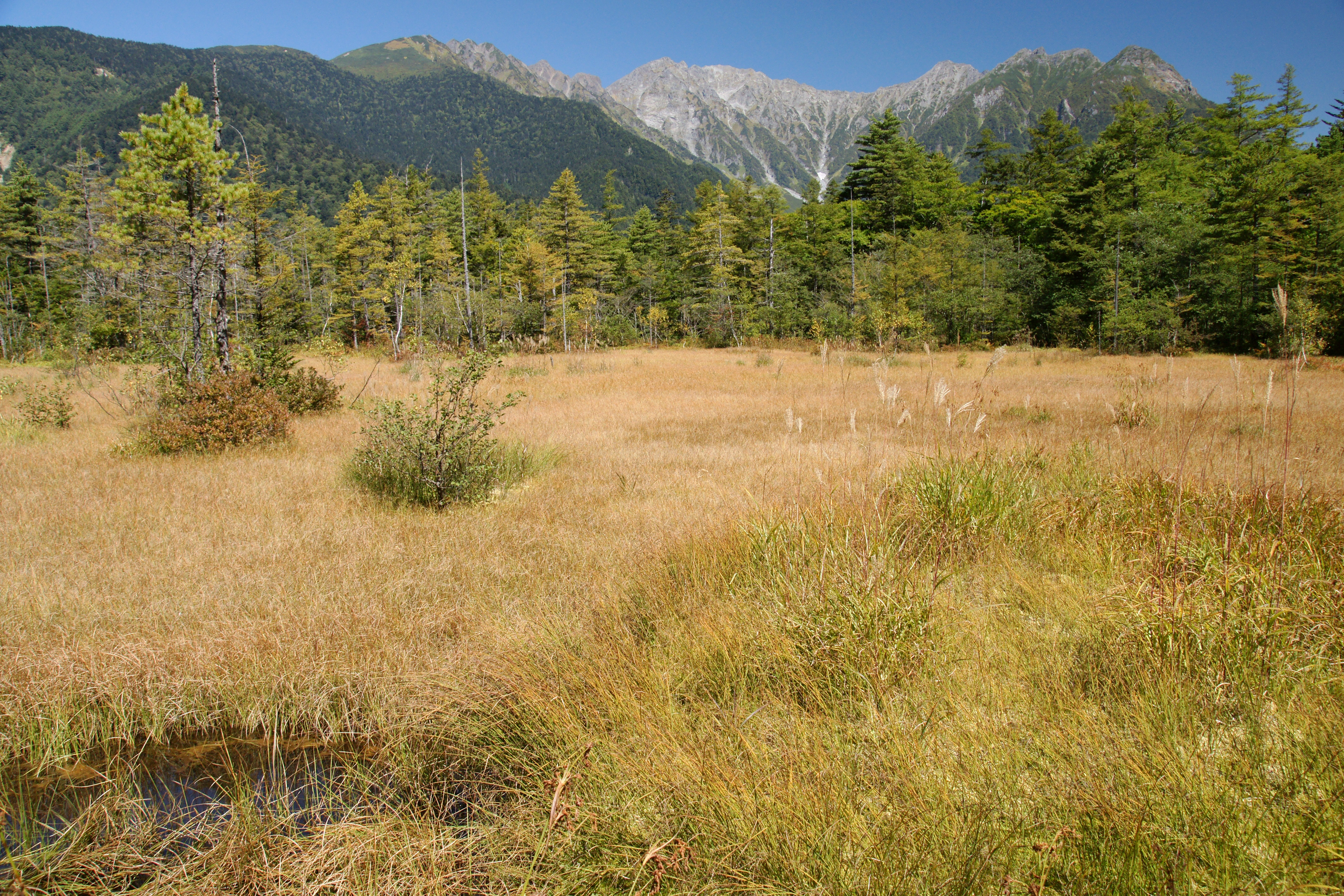
田代濕原
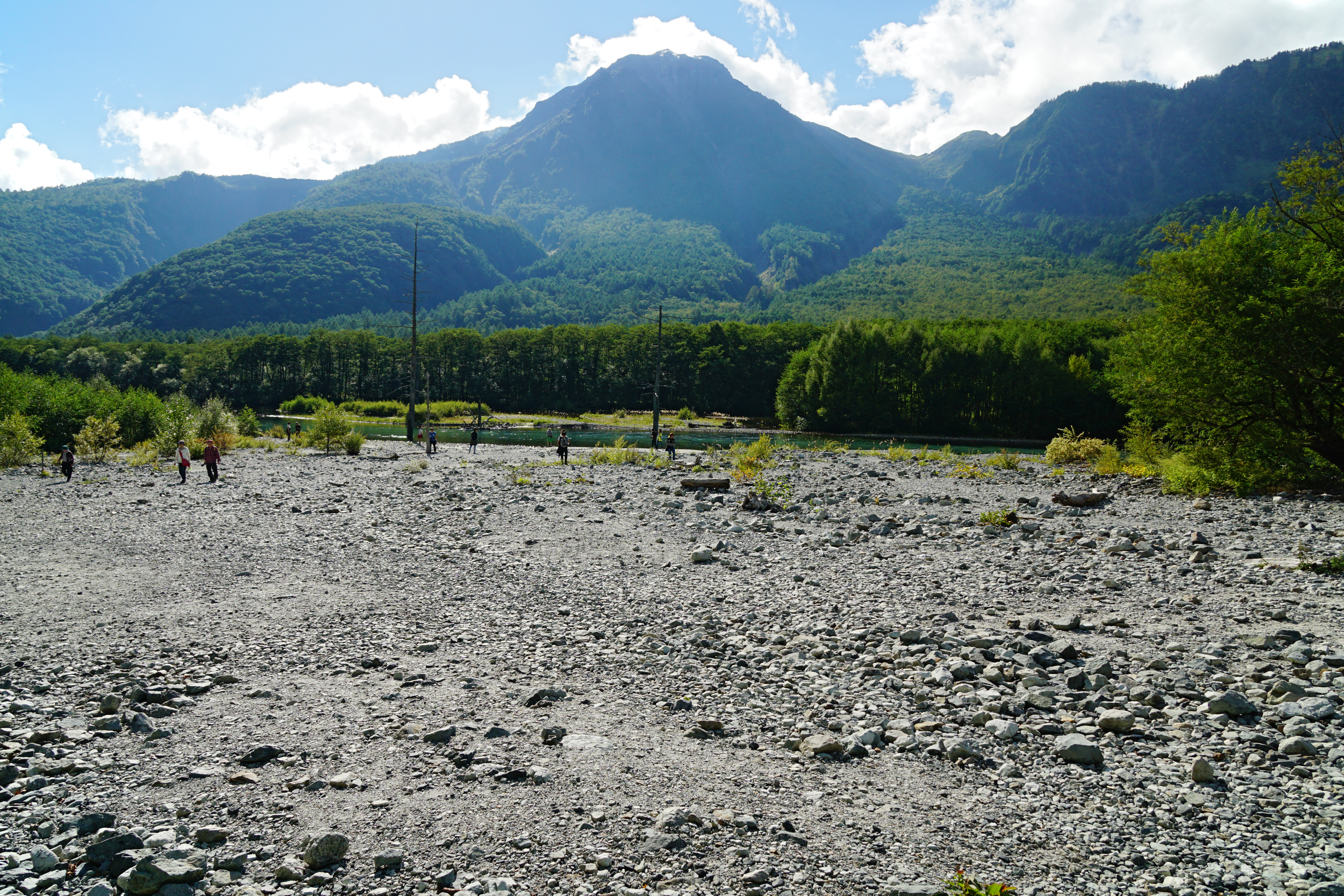
千丈澤，背景是燒岳
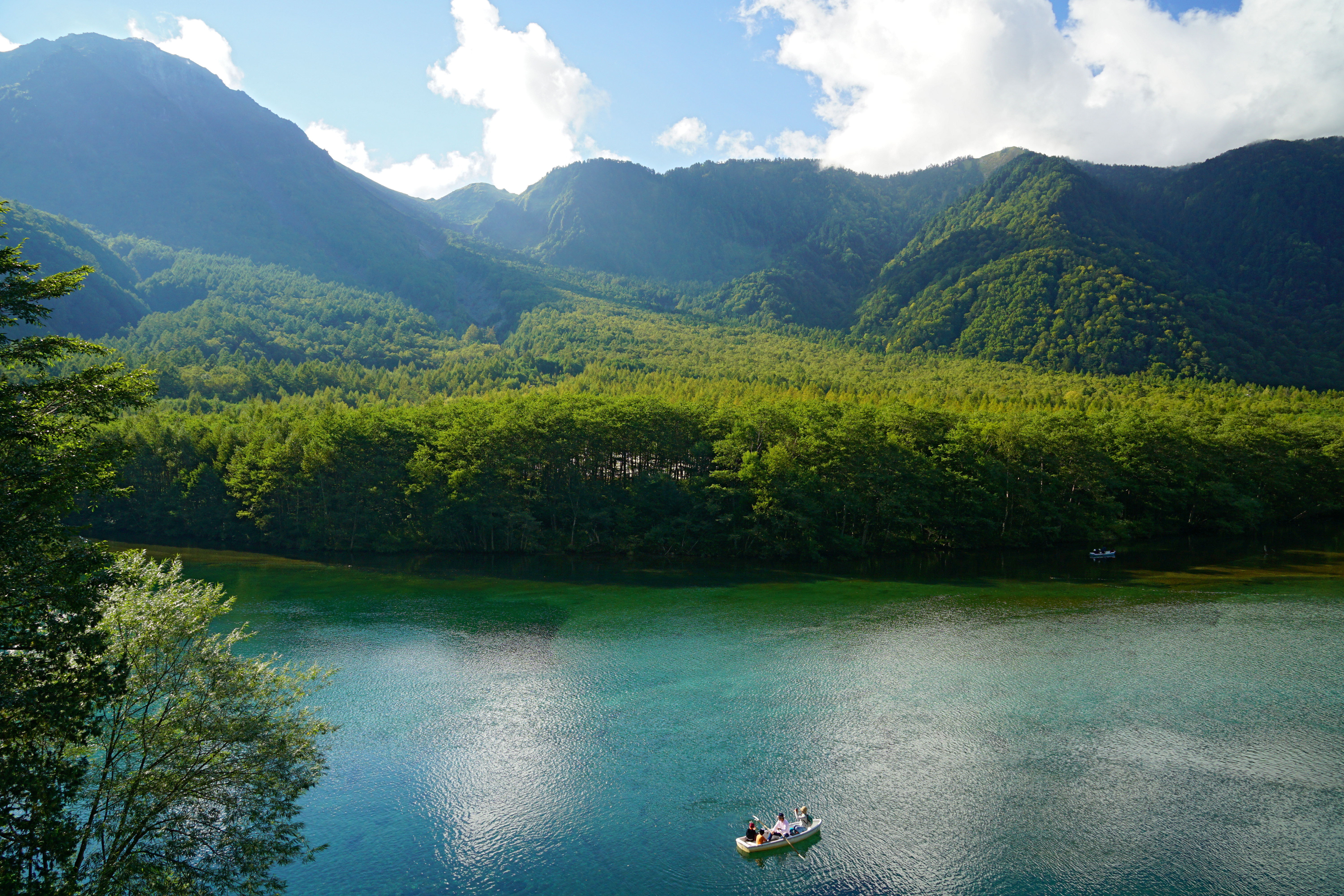
大正池
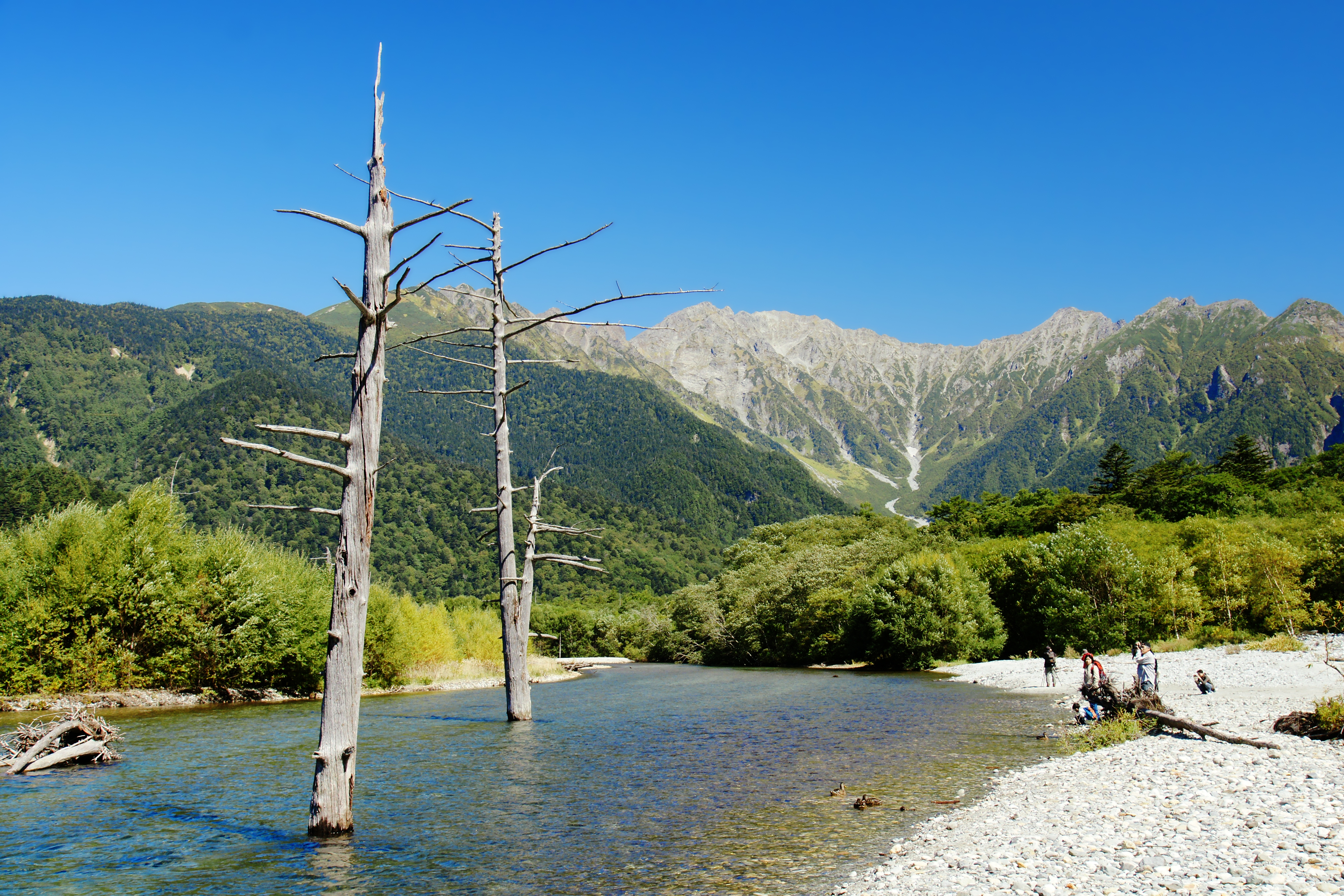
大正池和枯木

## 主要設施

### 旅遊資訊設施
- 上高地遊客中心
- 上高地資訊中心

### 主要住宿設施
- 上高地明神館、山之褶屋（山のひだや）、嘉門次小屋（日语：上條嘉門次）
- 五千尺飯店

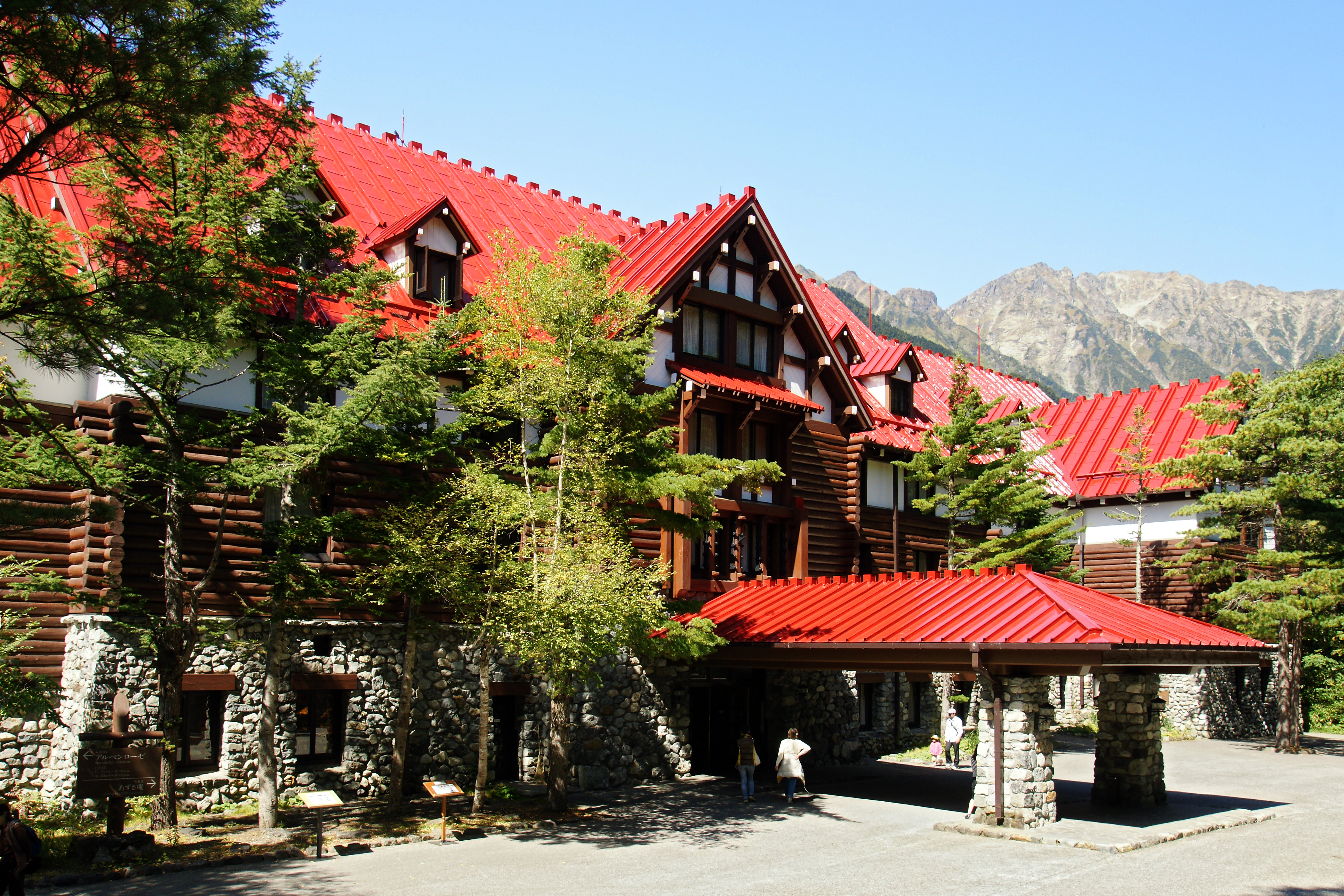
上高地飯店白樺莊（日语：上高地ホテル白樺荘）、五千尺Lodge（五千尺ロッヂ）、上高地西糸屋山莊、上高地阿爾卑斯飯店（日语：上高地アルペンホテル）
- 上高地Lemeiesta飯店（日语：上高地ルミエスタホテル）、上高地溫泉飯店（日语：上高地温泉ホテル）
- 上高地帝國飯店
- 大正池飯店
- 中之湯溫泉（日语：中の湯温泉）旅館

- 上高地帝國飯店

## 温泉
- 上高地溫泉（日语：上高地温泉）
- 坂卷溫温泉（日语：坂巻温泉）
- 中之湯溫泉（日语：中の湯温泉）

## 周邊主要山峰
| 照片                     | 山名   | 標高 (m) | 三角點 等級 | 備註                                      |
| ------------------------ | ------ | -------- | ----------- | ----------------------------------------- |
|                          | 穗高岳 | 3,190    |             | 日本百名山 3,090m（一等三角點，前穗高岳） |
| 東鎌尾根眺望槍岳         | 槍岳   | 3,180    |             | 日本百名山                                |
| 上高地眺望燒岳           | 燒岳   | 2,455    | 二等        | 日本百名山，活火山                        |
| 蝶槍眺望蝶岳             | 蝶岳   | 2,677    |             | 2,664m（三等三角点）                      |
| 梓川畔眺望常念岳與橫通岳 | 常念岳 | 2,857    |             | 日本百名山 2,662m（一等三角點，前常念岳） |
| 德本峠方向眺望霞澤岳     | 霞澤岳 | 2,646    | 二等        | 日本二百名山                              |

飛驒山脈（北阿爾卑斯）的主要山岳請參照飛驒山脈。

## 交通
上高地可以從連接長野縣松本市和岐阜縣高山市的國道158号進入。地圖上繪有上高地乘鞍林道經白骨溫泉到安房峠的道路，現已被封而無法通行。
過去從岐阜縣沿著國道158號進入上高地時安房峠是最大的難關，有號稱九十九彎的狹窄山道，通過時大型觀光巴士爲了安全保持間隔，在觀光季節常造成交通堵塞，同時深秋到春天因爲積雪無法通行。1997年（平成9年）安房隧道的開通打破這一交通難關，同時高山市也可全年通行到中之湯。

### 公共交通機関
松本站
- Alpico交通上高地線
  - 松本 - 新島島 約30分
  - 路線巴士 新島島 - 上高地 約65分
- Alpico交通（日语：松本電鉄バス） 直通巴士

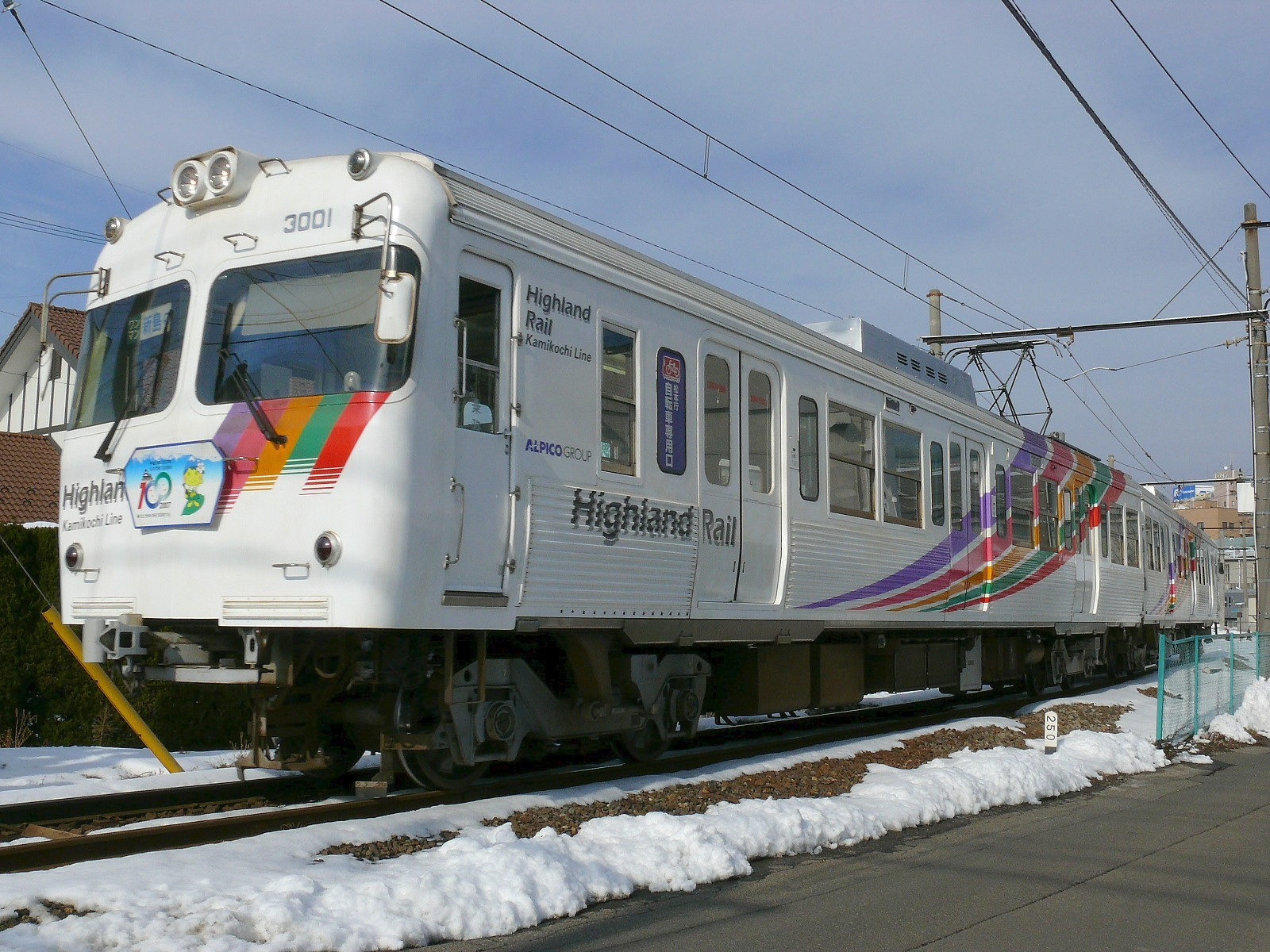
Alpico交通上高地線的電車

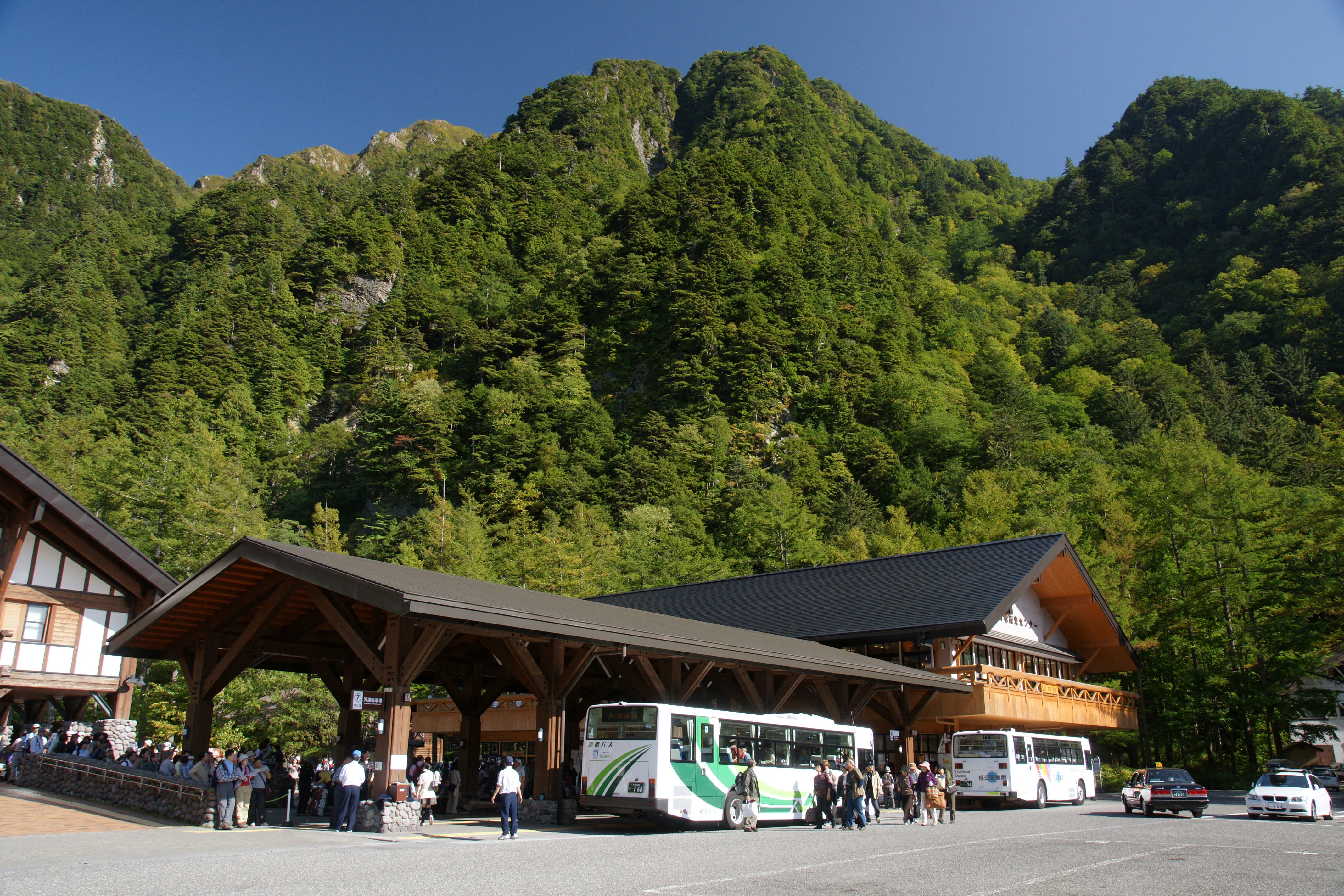
上高地巴士總站。左後方是上高地資訊中心。

  - 松本（日语：松本バスターミナル）、新島島 - 上高地 約95分（1日1班）

Alpico交通有發售往上高地、乘鞍高原、白骨溫泉方向的企劃乘車券。
高山站
- 濃飛乘合自動車（日语：濃飛乗合自動車）
  - 高山（日语：高山濃飛バスセンター） - 平湯溫泉（日语：平湯バスターミナル）（轉乘） - 上高地

長野站
- Alpico交通（日语：川中島バス） 潺潺號
  - 長野站 - 長野交流道前 - 長野道姨捨（日语：姨捨サービスエリア） - 上高地

新宿站
- Alpico交通東京 清爽信州號
  - Busta新宿 - 上高地

東京站
- Alpico交通東京 清爽信州號
  - 東京站 - 上高地

澀谷站、二子玉川站
- Alpico交通東京、東急TRANSSÉS（日语：東急トランセ）、京王巴士東 清爽信州號
  - 澀谷站（澀谷MARK CITY）、二子玉川RISE、樂天Crimson House - 上高地

大宮站、川越站
- Alpico交通東京 清爽信州號
  - 大宮站、川越站 - 上高地

名古屋站
- 名鐵巴士（日语：名鉄バス）
  - 名鐵巴士中心 - 上高地

大阪站、京都站
- Alpico交通東京 清爽信州號
  - 大阪梅田（日语：阪急三番街高速バスターミナル） - 新大阪 - 京都站 - 上高地

### 私家車
從中之湯到上高地的長野縣道24號上高地公園線終年禁止私家車駛入。如果自己駕車必須在長野縣的澤渡（さわんど）或者岐阜縣的平湯温泉的停車場停車，然後換乘巴士或者出租車前往上高地巴士總站。即使是乘坐觀光巴士的遊客在夏秋的觀光季節也必須在澤渡或平湯換乘穿梭巴士進入。中之湯前往上高地的必經之路釜隧道入口處有維護交通的人員值守，避免一般車輛誤入。中之湯到上高地在冬季（通常11月16日到次年4月16日之間）是沒有車輛通行的，這時候只能乘坐松本到高山的普通巴士到中之湯然後依靠步行通過釜隧道前往上高地。

### 其他
自行車可進入上高地。在照明與步道完備的新釜隧道開通後，即使在冬季關閉期間仍可步行進入上高地，在巴士停止運行的積雪時期可見步行進入上高地的遊客。但是，中之湯沒有開放給一般大眾的停車場，因此前往中之湯須利用計程車、松本-高山的路線巴士、或是住宿中之湯溫泉旅館並使用其停車場。另外，釜隧道內有斜度達10度以上的斜坡，對自行車與步行者來說仍須注意。
冬季關閉
中之湯至上高地之間（長野縣道24號上高地公園線釜隧道前後）在冬季（通常在11月16日到次年4月16日之間，依積雪狀況調整）關閉。可步行入山
夜間禁止通行
中之湯至上高地之間（長野縣道24號上高地公園線釜隧道前後）在夜間禁止緊急車輛以外通行。

## 関連項目
- 松本市
- 安曇
- 松本電氣鐵道
- 松本電鐵巴士
- 釜隧道
- 野麥峠

## 外部連結
- 上高地官方網（页面存档备份，存于）